# Objaw Hilla
Objaw Hilla – jeden z wielu objawów niedomykalności zastawki aorty, wywołanych wysokim całkowitym rzutem serca. Objaw Hilla jest dodatni, gdy porównując skurczowe ciśnienie tętnicze krwi na tętnicy udowej i ramiennej, stwierdza się, że ciśnienie na tętnicy udowej jest o co najmniej 30 mm Hg wyższe niż na tętnicy ramiennej.